# NIFL Premiership (2020/2021)
NIFL Premiership 2020/2021 (ze względów sponsorskich zwana Danske Bank Premiership) – 120. edycja najwyższej klasy rozgrywkowej piłki nożnej w Irlandii Północnej.
Brało w nim udział 12 drużyn, które w okresie od 16 października 2020 do 29 maja 2021 rozegrały 38 kolejek meczów.
Rozpoczęcie sezonu zostało opóźnione o około dwa miesiące ze względu na pandemię Covid-19.
Sezon zakończył baraż o miejsce w Lidze Konferencji Europy UEFA.
Tytuł mistrzowski obroniła drużyna Linfield zdobywając trzeci tytuł z rzędu, a pięćdziesiąty piąty w swojej historii.

## Format rozgrywek
W lidze udział bierze 12 drużyn, walczących o tytuł mistrza Irlandii Północnej w piłce nożnej.
Rozgrywki składają się z dwóch faz. Każda z drużyn rozgrywa w pierwszej fazie po 3 mecze ze wszystkimi przeciwnikami (razem 33 spotkań).
Następnie zespoły podzielone na 2 grupy po 6 uczestników zgodnie z kolejnością w tabeli po 33. kolejce rozgrywają ze sobą po 1 spotkaniu.
Mistrz kraju otrzymuje prawo gry w I rundzie kwalifikacyjnej Ligi Mistrzów UEFA.
Wicemistrz oraz zdobywca Pucharu Irlandii Północnej zapewniają sobie miejsce w I rundzie kwalifikacyjnej Ligi Konferencji Europy UEFA.
W przypadku zapewnienia sobie występu w rozgrywkach europejskich przez zdobywcę pucharu jego miejsce pucharowe przypadnie trzeciej drużynie ligi.
O ostatnie miejsce w europejkich pucharach zagrają w barażu drużyny z miejsc 3-7, które nie zapewniły sobie udziału przez ligę lub puchar krajowy.
Ostatnia, 12. drużyna tabeli, spada bezpośrednio do NIFL Championship. Przedostatnia rozgrywa baraż z wicemistrzem NIFL Championship.

## Drużyny
| Uczestnicy poprzedniej edycji | Uczestnicy poprzedniej edycji | Uczestnicy poprzedniej edycji | Uczestnicy poprzedniej edycji |
| --- | ----------------------------- | ----------------------------- | ----------------------------- |
| LIN | Linfield F.C.                 | Belfast                       | 1                             |
| COL | Coleraine F.C.                | Coleraine                     | 2                             |
| CRS | Crusaders F.C.                | Belfast                       | 3                             |
| CLI | Cliftonville F.C.             | Belfast                       | 4                             |
| GLB | Glentoran F.C.                | Belfast                       | 5                             |
| LAR | Larne F.C.                    | Larne                         | 6                             |
| GLL | Glenavon F.C.                 | Lurgan                        | 7                             |
| CKR | Carrick Rangers F.C.          | Carrickfergus                 | 8                             |
| DSW | Dungannon Swifts F.C.         | Dungannon                     | 9                             |
| BAL | Ballymena United F.C.         | Ballymena                     | 10                            |
| WPT | Warrenpoint Town F.C.         | Warrenpoint                   | 11                            |
| Awans z NIFL Championship |                               |                               |                               |
| PDN | Portadown F.C.                | Portadown                     | 1                             |
| Oznaczenia: - kolumna pierwsza – skróty nazw drużyn, - kolumna trzecia – siedziba klubu, - kolumna czwarta – miejsce zajęte w poprzednim sezonie. |                               |                               |                               |

## Faza zasadnicza

### Tabela
| Lp. | Drużyna          | M  | Z  | R  | P  | B+ | B- | +/– | Pkt | Kwalifikacja      |
| --- | ---------------- | -- | -- | -- | -- | -- | -- | --- | --- | ----------------- |
| 1   | Linfield         | 33 | 22 | 4  | 7  | 76 | 34 | +42 | 70  | grupa mistrzowska |
| 2   | Glentoran        | 33 | 18 | 9  | 6  | 61 | 29 | +32 | 63  | grupa mistrzowska |
| 3   | Coleraine        | 33 | 18 | 8  | 7  | 50 | 32 | +18 | 62  | grupa mistrzowska |
| 4   | Cliftonville     | 33 | 16 | 8  | 9  | 55 | 35 | +20 | 56  | grupa mistrzowska |
| 5   | Larne            | 33 | 15 | 10 | 8  | 56 | 35 | +21 | 55  | grupa mistrzowska |
| 6   | Crusaders        | 33 | 16 | 5  | 12 | 59 | 40 | +19 | 53  | grupa mistrzowska |
| 7   | Glenavon         | 33 | 14 | 10 | 9  | 56 | 57 | −1  | 52  | grupa spadkowa    |
| 8   | Ballymena United | 33 | 13 | 7  | 13 | 50 | 40 | +10 | 46  | grupa spadkowa    |
| 9   | Portadown        | 33 | 8  | 6  | 19 | 40 | 65 | −25 | 30  | grupa spadkowa    |
| 10  | Warrenpoint Town | 33 | 6  | 9  | 18 | 32 | 65 | −33 | 27  | grupa spadkowa    |
| 11  | Carrick Rangers  | 33 | 4  | 8  | 21 | 28 | 77 | −49 | 20  | grupa spadkowa    |
| 12  | Dungannon Swifts | 33 | 4  | 4  | 25 | 18 | 72 | −54 | 16  | grupa spadkowa    |

### Wyniki
| Gospodarz \ Gość | BYM | CRK | CLF | COL | CRU | DUN | GLA | GLT | LAR | LIN | POR | WPT | BYM | CRK | CLF | COL | CRU | DUN | GLA | GLT | LAR | LIN | POR | WPT |
| ---------------- | --- | --- | --- | --- | --- | --- | --- | --- | --- | --- | --- | --- | --- | --- | --- | --- | --- | --- | --- | --- | --- | --- | --- | --- |
| Ballymena United |     | 2–0 | 1–1 | 0–1 | 1–4 | 0–1 | 0–2 | 1–1 | 1–1 | 2–3 | 2–1 | 2–0 |     | 2–0 |     | 1–2 | 0–1 | 5–1 |     | 2–2 |     | 2–1 |     |     |
| Carrick Rangers  | 0–2 |     | 0–1 | 0–2 | 1–3 | 0–0 | 3–4 | 0–5 | 1–2 | 1–1 | 4–1 | 1–3 |     |     |     |     | 1–1 | 1–1 |     |     | 1–3 |     | 5–3 | 1–1 |
| Cliftonville     | 0–4 | 3–0 |     | 0–2 | 2–2 | 3–0 | 1–1 | 1–0 | 1–0 | 4–3 | 5–0 | 3–0 | 2–1 | 5–0 |     | 2–1 |     |     | 2–1 | 0–2 |     |     |     | 3–0 |
| Coleraine        | 0–1 | 3–0 | 2–2 |     | 2–1 | 2–0 | 0–0 | 2–1 | 0–2 | 0–2 | 1–1 | 2–1 |     | 1–0 |     |     | 2–0 |     |     | 1–1 | 2–0 |     | 2–0 | 2–1 |
| Crusaders        | 2–1 | 1–3 | 1–0 | 1–0 |     | 3–1 | 0–1 | 2–0 | 3–3 | 1–2 | 5–0 | 4–0 |     |     | 2–2 |     |     |     | 6–1 | 1–0 |     | 1–2 |     | 0–2 |
| Dungannon Swifts | 1–5 | 0–2 | 2–1 | 2–0 | 2–1 |     | 1–2 | 0–1 | 0–2 | 0–2 | 0–3 | 0–2 |     |     | 1–2 | 2–3 | 0–2 |     | 0–4 |     |     |     | 0–1 |     |
| Glenavon         | 2–1 | 1–1 | 1–1 | 4–4 | 3–1 | 0–0 |     | 2–1 | 1–4 | 1–2 | 2–4 | 1–0 | 3–2 | 1–1 |     | 1–1 |     |     |     |     | 2–2 | 3–2 |     |     |
| Glentoran        | 0–2 | 6–0 | 1–0 | 2–2 | 1–0 | 5–1 | 1–1 |     | 0–0 | 3–1 | 2–1 | 0–0 |     | 2–0 |     |     |     | 2–0 | 3–1 |     | 3–2 |     | 4–0 |     |
| Larne            | 2–0 | 3–0 | 1–0 | 1–2 | 2–1 | 3–0 | 2–1 | 1–1 |     | 3–1 | 2–2 | 1–1 | 0–1 |     | 0–0 |     | 0–3 | 3–0 |     |     |     | 1–1 |     | 5–0 |
| Linfield         | 2–1 | 5–1 | 2–0 | 0–0 | 2–1 | 4–0 | 2–0 | 3–3 | 2–1 |     | 3–0 | 6–0 |     | 7–0 | 2–0 | 2–1 |     | 2–0 |     | 0–1 |     |     |     | 5–0 |
| Portadown        | 0–0 | 2–0 | 1–1 | 0–3 | 2–2 | 1–0 | 4–1 | 1–3 | 1–2 | 1–2 |     | 0–2 | 1–2 |     | 1–2 |     | 1–2 |     | 1–2 |     | 2–1 | 0–1 |     |     |
| Warrenpoint Town | 1–1 | 0–0 | 0–5 | 1–2 | 0–1 | 1–1 | 1–2 | 0–2 | 1–1 | 2–1 | 1–1 |     | 2–2 |     |     |     |     | 4–1 | 3–4 | 1–2 |     |     | 1–3 |     |

## Faza finałowa
| Section A |                  |    |    |    |    |    |    |     |    |                                                       |  |     |     |     |     |     |     |     |     |     |     |     |     |
| 1         | Linfield (M, P)  | 38 | 24 | 6  | 8  | 83 | 38 | +45 | 78 | Liga Mistrzów UEFA • I runda kwalifikacyjna           |  |     |     |     | 1–2 |     | 3–1 |     |     |     |     |     |     |
| 2         | Coleraine        | 38 | 21 | 10 | 7  | 57 | 35 | +22 | 73 | Liga Konferencji Europy UEFA • I runda kwalifikacyjna |  | 1–1 |     |     |     | 2–0 |     |     |     |     |     |     |     |
| 3         | Glentoran        | 38 | 20 | 11 | 7  | 65 | 32 | +33 | 71 | Liga Konferencji Europy UEFA • I runda kwalifikacyjna |  | 0–0 | 1–1 |     |     | 0–2 | 2–0 |     |     |     |     |     |     |
| 4         | Larne (B, O)     | 38 | 18 | 10 | 10 | 64 | 41 | +23 | 64 | Liga Konferencji Europy UEFA • I runda kwalifikacyjna |  |     | 1–2 | 0–1 |     |     |     |     |     |     |     |     |     |
| 5         | Cliftonville (B) | 38 | 17 | 9  | 12 | 59 | 42 | +17 | 60 |                                                       |  | 0–2 |     |     | 1–2 |     | 1–1 |     |     |     |     |     |     |
| 6         | Crusaders (B)    | 38 | 16 | 6  | 16 | 62 | 50 | +12 | 54 |                                                       |  | 0–1 |     | 1–3 |     |     |     |     |     |     |     |     |     |
| Section B |                  |    |    |    |    |    |    |     |    |                                                       |  |     |     |     |     |     |     |     |     |     |     |     |     |
| 7         | Glenavon (B)     | 38 | 17 | 11 | 10 | 72 | 65 | +7  | 62 |                                                       |  |     |     |     |     |     |     |     |     | 4–1 | 4–0 |     | 1–1 |
| 8         | Ballymena United | 38 | 18 | 7  | 13 | 67 | 44 | +23 | 61 |                                                       |  |     |     |     |     |     |     | 3–1 |     | 4–2 | 3–0 |     |     |
| 9         | Portadown        | 38 | 10 | 6  | 22 | 50 | 78 | −28 | 36 |                                                       |  |     |     |     |     |     |     |     |     | 1–2 | 2–1 | 4–2 |     |
| 10        | Warrenpoint Town | 38 | 9  | 9  | 20 | 38 | 74 | −36 | 36 |                                                       |  |     |     |     |     |     |     |     |     |     | 3–1 |     |     |
| 11        | Carrick Rangers  | 38 | 5  | 8  | 25 | 35 | 92 | −57 | 23 | [ i ]                                                 |  |     |     |     |     |     |     | 3–6 | 0–4 |     |     |     |     |
| 12        | Dungannon Swifts | 38 | 4  | 5  | 29 | 22 | 83 | −61 | 17 | [ i ]                                                 |  |     |     |     |     |     |     |     | 1–3 |     | 0–1 | 0–2 |     |

1. 1 2  W tym sezonie nie doszło do barażu i spadku z Premiership po tym, jak większość klubów NIFL Championship zagłosowała za odwołaniem sezonu 2020/21[12].

## Baraż o Ligę Konferencji Europy
Larne wygrał 3-1 finał baraży z Cliftonville o miejsce w Lidze Konferencji Europy UEFA na sezon 2021/2022.
|  | Półfinał | Półfinał     | Półfinał |              |   | Finał | Finał | Finał |  |
|  |          |              |          |              |   |       |       |       |  |
|  | 4        | Larne        | 2        |              |   |       |       |       |  |
|  | 4        | Larne        | 2        |              |   |       |       |       |  |
|  | 7        | Glenavon     | 1        |              |   |       |       |       |  |
|  | 7        | Glenavon     | 1        |              | 4 | Larne | 3     |       |  |
|  |          |              |          |              | 4 | Larne | 3     |       |  |
|  |          |              | 5        | Cliftonville | 1 |       |       |       |  |
|  | 5        | Cliftonville | 5        | Cliftonville | 1 | 0 (5) |       |       |  |
|  | 5        | Cliftonville |          |              |   |       |       |       |  |
|  | 6        | Crusaders    | 0 (4)    |              |   |       |       |       |  |

| 1 czerwca 2021 | Larne                                  | 2:1   | Glenavon        |                                        |
| 20:30          | Davy McDaid 8' · Martin Donnelly 90+3' | (1:1) | 5' Danny Gibson | Inver Park, Larne Sędzia: Lee Tavinder |

| 1 czerwca 2021 | Cliftonville                                                            | 0:0 (pd.)               | Crusaders                                                                         |                                       |
| 20:30          |                                                                         | (0:0, 0:0, 0:0, k. 5:4) |                                                                                   | Solitude, Belfast Sędzia: Ray Crangle |
| 20:30          | · Rory Hale · Daire O'Connor · Ryan Curran · Paul O'Neill · Joe Gormley | Rzuty karne             | · Ben Kennedy · David Cushley · Jarlath O'Rourke · Daniel Larmour · Michael Ruddy | Solitude, Belfast Sędzia: Ray Crangle |

| 5 czerwca 2021 | Larne                                 | 3:1   | Cliftonville       |                                        |
| 18:30          | David McDaid 33', 80' · Lee Lynch 64' | (1:0) | 59' Daire O'Connor | Inver Park, Larne Sędzia: Tim Marshall |

## Najlepsi strzelcy
| Bramki | Strzelcy            | Drużyna          |
| ------ | ------------------- | ---------------- |
| 23     | Shayne Lavery       | Linfield         |
| 18     | Shay McCartan       | Ballymena United |
| 17     | Jay Donnelly        | Glentoran        |
| 15     | Ryan Curran         | Cliftonville     |
| 15     | Andrew Waterworth   | Linfield         |
| 14     | Lee Bonis           | Portadown        |
| 14     | Ben Doherty         | Coleraine        |
| 14     | Michael McCrudden   | Cliftonville     |
| 13     | Matthew Fitzpatrick | Glenavon         |
| 13     | Daniel Purkis       | Glenavon         |

Źródło: 

## Stadiony
| Ballymena United |
| ---------------- |
| The Showgrounds  |
|                  |

| Carrick Rangers        |
| ---------------------- |
| Loughshore Hotel Arena |
|                        |

| Cliftonville |
| ------------ |
| Solitude     |
|              |

| Coleraine       |
| --------------- |
| The Showgrounds |
|                 |

| Crusaders |
| --------- |
| Seaview   |
|           |

| Dungannon Swifts |
| ---------------- |
| Stangmore Park   |
|                  |

| Glenavon        |
| --------------- |
| Mourneview Park |
|                 |

| Glentoran |
| --------- |
| The Oval  |
|           |

| Larne      |
| ---------- |
| Inver Park |
|            |

| Linfield     |
| ------------ |
| Windsor Park |
|              |

| Portadown     |
| ------------- |
| Shamrock Park |
|               |

| Warrenpoint Town |
| ---------------- |
| Milltown         |
|                  |

Źródło.